# Bette Midler
Bette Davis Midler, född 1 december 1945 i Honolulu, Hawaii,  är en amerikansk sångerska, skådespelerska, filmproducent och komiker. 
Midler är välkänd som gay-ikon världen över, inte sällan under namnet The Divine Miss M! Hon är döpt efter skådespelaren Bette Davis, trots att Davis uttalar sitt förnamn annorlunda (läs: 'Betti' Davis, 'Bett' Midler).

## Biografi
Midler kommer från en judisk familj och var dotter till Ruth (född Schindel), som var sömmerska, och Fred Midler, en målare och konstnär. Bette Midlers strävan att bli skådespelare var tydlig redan från början, och Midler studerade drama vid University of Hawaii, och tjänade in lite extra pengar som statist som sjösjuk passagerare i filmen Hawaii (1966).
Efter att hon flyttat till New York för att utöva skådespeleri på scen, utförde hon sin första professionella roll i Miss Nefertiti Regrets. Från 1966 till 1969 spelade hon rollen som Tizel (eller Tzeitel) i Spelman på taket på Broadway. Under denna period blev hennes syster Judith, som besökte New York för att se Bette Midler på scen, dödad av en taxi.

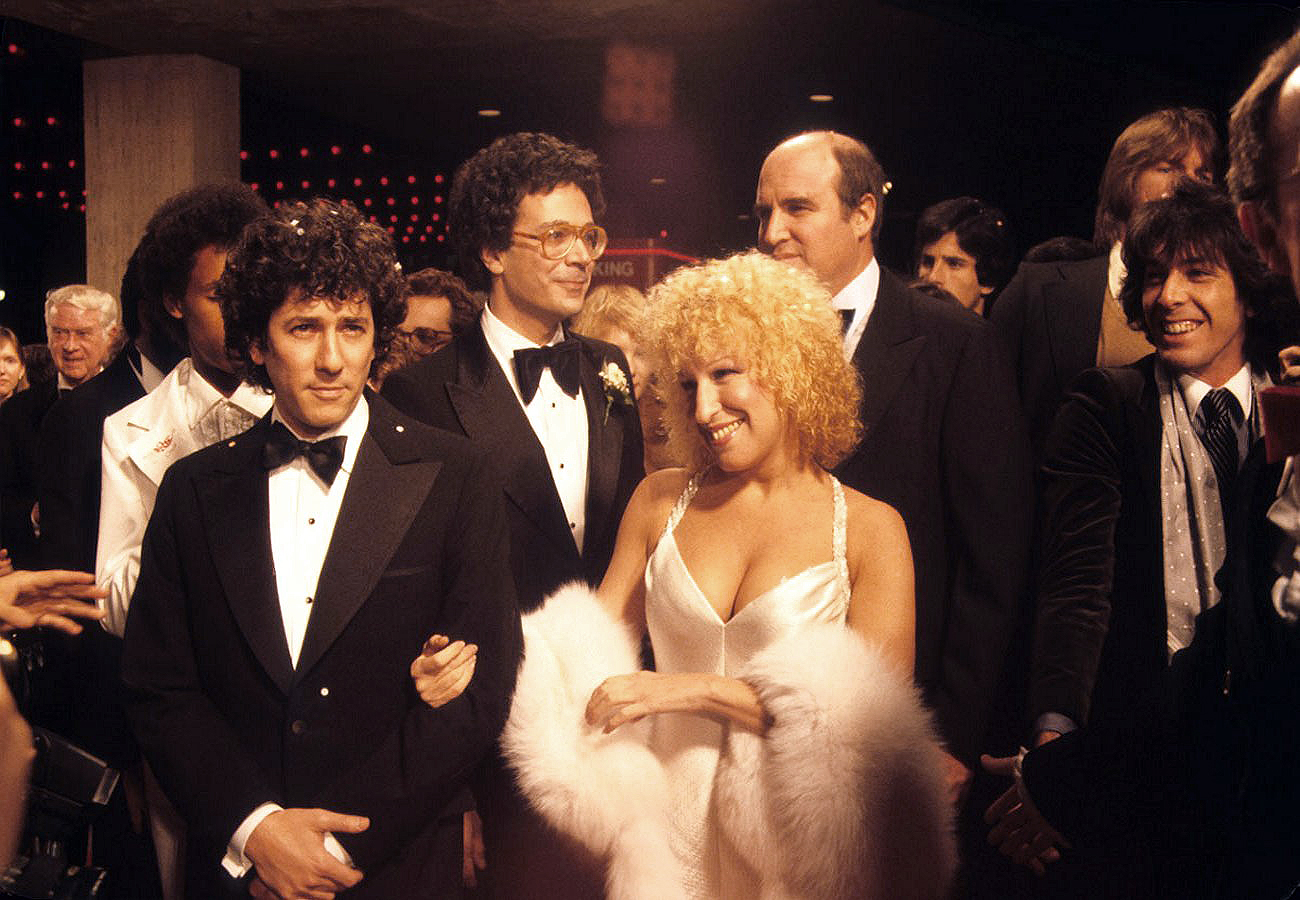
Bette Midler med Peter Riegert vid premiären av hennes film The Rose 1979.

1970 började Midler att sjunga på Continental Baths i New York, där hon lärde känna sin pianoackompanjatör, Barry Manilow, som också kom att producera hennes första album, The Divine Miss M, 1973.
1974 tog Midler emot en Special Tony Award för sin medverkan i Broadway-musikalen Clams on the Half Shell Review. Hon spelade även huvudrollen som narkotikaberoende rockstjärna under 1960-talet, löst baserad på Janis Joplins liv, i The Rose, för vilken hon blev nominerad till en Oscar för bästa skådespelerska.
Hennes manager och pojkvän under lång tid var Aaron Russo. Midler gifte sig efter uppbrottet från Russo med Martin von Haselberg, den 16 december 1984. De fick en dotter, Sophie Frederica Alohilani von Haselberg, 1986.
1986 gav regissören Paul Mazursky henne en roll i filmen På luffen i Beverly Hills, och Midler påbörjade därmed en framgångsrik karriär som skådespelare, med komisk inriktning. Hon fick även roller i andra 1980-talskomedier, såsom Ruthless People, Outrageous Fortune och Två systrar för mycket. 1988 fick hon huvudrollen i dramat Beaches. Samma år gjorde hon rösten till en av karaktärerna i Disneys tecknade långfilm Oliver och gänget, Georgette, en snobbig pudel.

## Utmärkelser
Midler har vunnit fyra Grammy Awards; 1973 – "Best New Artist", och det prestigefulla "Record of the Year" 1989 för  # 1 hiten "Wind Beneath My Wings." Hennes tolkning av Nanci Griffith-låten "From a Distance" (1990) bredde även den vägen mot en Grammy, och är en av de populäraste låtarna. 2004 återförenades hon med Barry Manilow för att spela in "Bette Midler Sings the Rosemary Clooney Songbook", vilken fick henne nominerad till en Grammy och var ett av hennes bäst säljande album på 20 år.
När The American Film Institute kungjorde "The 100 years of the Greatest Songs" 22 juni 2004, fanns två av Bette Midlers hits med: "Wind Beneath My Wings" (#44) samt "The Rose" (#83). Bland övriga filmer finns Scenes from a Mall, For the Boys (för vilken hon återigen blev oscarnominerad), Hocus Pocus, Före detta fruars klubb och The Stepford Wives. Hon har även medverkat i TV-produktioner, däribland en show kallad Gypsy.
Midler vann en Emmy Award 1992 för sitt extraordinära framförande i det sista avsnittet av The Tonight Show i maj det året, då hon sjöng "One for My Baby (and One More for the Road)" för Johnny Carson. Hon hade sin egen kortlivade komediserie "Bette" på CBS 2000–2001. Trots hoppgivande pilotavsnitt sjönk tittarsiffrorna, och showen varade inte ens en hel säsong.
2003–2004 turnerade Bette Midler med sin då nya show "Kiss My Brass". Midler har gestaltat sig själv i Simpsons, avsnittet "Krusty gets Kancelled". Hon dyker även upp i Seinfeld, i avsnittet "The Understudy" vilket var säsongsavslutningen för seriens sjätte säsong.

## Diskografi

### Album
- 1973 – The Divine Miss M
- 1973 – Bette Midler
- 1976 – Songs for the New Depression
- 1977 – Live at Last
- 1977 – Broken Blossom
- 1979 – Thighs and Whispers
- 1979 – The Rose soundtrack
- 1980 – Divine Madness
- 1983 – No Frills
- 1985 – Mud Will Be Flung Tonight
- 1988 – Beaches soundtrack
- 1990 – Some People's Lives
- 1991 – For the Boys Soundtrack
- 1993 – Gypsy Soundtrack
- 1993 – Experience the Divine
- 1995 – Bette of Roses
- 1998 – Bathhouse Betty
- 2000 – Bette
- 2003 – Bette Midler Sings the Rosemary Clooney Songbook
- 2005 – Bette Midler Sings the Peggy Lee Songbook
- 2006 – Cool Yule
- 2008 – The Best Bette

### Singlar med topplisteplaceringar i USA
- 1972 – "Do You Want to Dance?" POP: #17; AC: #8
- 1973 – "Boogie Woogie Bugle Boy" POP: #8; AC: #1
- 1973 – "Friends"/"Chapel Of Love" POP: #40; AC: #9 ("Friends" only)
- 1974 – "In the Mood" POP: #51; AC: #18
- 1976 – "Strangers in the Night" AC: #45
- 1976 – "Old Cape Cod" AC: #36
- 1977 – "You're Movin' Out Today" POP: #42; AC: #11
- 1978 – "Storybook Children (Daybreak)" POP: #57; AC: #37
- 1979 – "Married Men" POP: #40 (Från början inspelad av Bonnie Tyler)
- 1980 – "When a Man Loves a Woman" POP: #35
- 1980 – "The Rose" POP: #3, AC: #1 <GOLD>
- 1980 – "My Mother's Eyes" POP: #39; AC: #8
- 1983 – "All I Need to Know" POP: #77; AC: #39
- 1983 – "Favourite Waste of Time" POP: #78
- 1984 – "Beast of Burden" POP: #71
- 1989 – "Wind Beneath My Wings" POP: #1; AC: #2 <PLATINUM>
- 1990 – "From a Distance" POP: #2; AC: #1 <PLATINUM>
- 1991 – "Night and Day" POP: #62; AC: #15
- 1991 – "The Gift of Love" AC: #19
- 1991 – "Every Road Leads Back to You" POP: #78; AC: #15
- 1992 – "In My Life" AC: #20
- 1998 – "My One True Friend" AC: #16
- 1999 – "I'm Beautiful" DANCE CLUB PLAY: #1; POP SINGLES SALES: #60

### Alla singlar
- 1972 – "Do You Wanna Dance?"
- 1973 – "Friends"
- 1973 – "Boogie Woogie Bugle Boy"
- 1973 – "In the Mood"
- 1976 – "Strangers in the Night"
- 1976 – "Old Cape Cod"
- 1977 – "You're Moving Out Today"
- 1977 – "Friends/Oh My My"
- 1977 – "Storybook Children" (USA)
- 1977 – "Daybreak" (Europa) (Samma låt som Storybook Children)
- 1977 – "Paradise"
- 1977 – "Say Goodbye to Hollywood"
- 1979 – "Married Men"
- 1979 – "Hang on in There Baby"
- 1979 – "Big Noise from Winnetka"
- 1979 – "My Knight in Black Leather"
- 1979 – "When a Man Loves a Woman"
- 1979 – "The Rose"
- 1980 – "My Mothers Eyes"
- 1981 – "Stay with Me"
- 1981 – "Fire Down Below"
- 1983 – "All I Need to Know"
- 1983 – "Favorite Waste of Time"
- 1983 – "Beast of Burden"
- 1988 – "Under the Boardwalk"
- 1989 – "Wind Beneath My Wings"
- 1990 – "From a Distance"
- 1990 – "Moonlight Dancing"
- 1990 – "Night and Day"
- 1991 – "The Gift of Love"
- 1991 – "In My Life"
- 1991 – "Every Road Leads Back to You"
- 1995 – "To Deserve You"
- 1995 – "In This Life"
- 1998 – "I'm Beautiful"
- 1998 – "That's How Loves Moves"
- 1998 – "My One True Friend"
- 2000 – "Nobody But You" (Promo)
- 2000 – "Love TKO" (Promo)
- 2001 – "In These Shoes"
- 2005 – "I'm a Woman" (Promo)
- 2005 – "Fever" (CD Promo / Kommersiell 12")

## Filmografi
- 1966 – Hawaii – passagerare
- 1972 – Scarecrow in a Garden of Cucumbers (röst)
- 1974 – The Thorn – Jungfru Maria
- 1976 – Vegetable Soup (TV-serie) – Woody the Spoon  (röst i TV-serie)
- 1979 – The Rose – Mary Rose Foster
- 1982 – Mord i leken – Bonita Friml
- 1986 – På luffen i Beverly Hills – Barbara Whiteman
- 1986 – Hjärtlösa typer – Barbara Stone
- 1987 – Par i damer – Sandy Brozinsky
- 1988 – Två systrar för mycket – Sadie Ratliff/Sadie Shelton
- 1988 – Oliver och gänget – Georgette (röst)
- 1988 – Stränder – Cecilia 'CC' Carol Bloom (även produktion)
- 1989 – The Lottery
- 1990 – Stella - Ensam mor – Stella Claire
- 1991 – Scener från en galleria – Deborah Fifer
- 1991 – For the Boys – soldaternas sång – Dixie Leonard (även produktion)
- 1993 – Simpsons, avsnitt Krusty Gets Kancelled – sig själv (gäströst i TV-serie)
- 1993 – Hocus Pocus – Winifred 'Winnie' Sanderson
- 1993 – Gypsy – Mama Rose (TV-film)
- 1995 – Get Shorty – Doris Saphron
- 1996 – Före detta fruars klubb – Brenda Cushman
- 1997 – That Old Feeling – Lilly Leonard
- 1998 – Murphy Brown, avsnitt Never Can Say Goodbye: Part 1 – Caprice Feldman (gästroll i TV-serie)
- 1999 – Fantasia 2000 – värdinna
- 2000 – Drowning Mona – Mona Dearly
- 2000 – Isn't She Great – Jacqueline Susann
- 2000 – Vad kvinnor vill ha – Dr. J.M. Perkins
- 2000-01 Bette – Bette (TV-serie; även produktion)
- 2002 – Ya-Ya flickornas gudomliga hemligheter (producent)
- 2004 – The Stepford Wives – Bobbie Markowitz
- 2007 – Then She Found Me – Bernice Graves
- 2010 – Cats and Dogs: The Revenge of Kitty Galore – Kitty Galore (röst)
- 2012 – Parental Guidance – Diane Decker